# Gil Parrondo
Pour les articles homonymes, voir Parrondo.
Gil Parrondo, né Manuel Gil Parrondo y Rico-Villademoros, est un directeur artistique et un chef décorateur espagnol né le 17 juin 1921 à Luarca (Asturies) et mort le 24 décembre 2016 à Madrid.

## Biographie
Gil Parrondo étudie la peinture et l'architecture à l'Académie royale des beaux-arts Saint-Ferdinand à Madrid. Il commence à travailler pour le cinéma en 1940 en tant qu'assistant décorateur, puis en 1951 assure pour la première fois la direction artistique d'un film.
Dans les années qui suivent, il travaille notamment pour Orson Welles, Juan Antonio Bardem, Robert Rossen, Stanley Kramer, Nicholas Ray ou Anthony Mann. Puis au début des années 1960, arrivent les coproductions américano-espagnoles et l'utilisation de décors naturels espagnols comme pour Lawrence d'Arabie ou Le Docteur Jivago, puis la rencontre avec Franklin Schaffner.
Les années 1980 le voient revenir au cinéma espagnol, principalement avec le cinéaste José Luis Garci,.
En 1983, il reçoit la médaille d'or du mérite des beaux-arts.

## Citation
« Sí, yo prefiero que me llamen decorador en lugar de director artístico. La palabra decorador define muy bien lo que hago. Parece que llamarse director le pone a uno a una cierta altura, pero como nunca me ha gustado dirigir a nadie, no me gusta que me llamen así.
Oui, je préfère que l'on m'appelle décorateur plutôt que directeur artistique. Il me semble que s'appeler directeur vous place à une certaine hauteur, mais comme il ne m'a jamais plu de diriger quelqu'un, je n'aime pas que l'on m'appelle ainsi. »

— Gil Parrondo, interviewé par Guzmán Urrero pour le site The Cult

## Distinctions

### Récompenses
- Oscar des meilleurs décors
  - en 1971 pour Patton de Franklin Schaffner
  - en 1972 pour Nicolas et Alexandra (Nicholas and Alexandra) de Franklin J. Schaffner
- Prix Goya de la meilleure direction artistique
  - en 1995 pour Canción de cuna de José Luis Garci
  - en 2001 pour You're the One (una historia de entonces) de José Luis Garci
  - en 2005 pour Tiovivo c. 1950 de José Luis Garci
  - en 2006 pour Ninette de José Luis Garci

### Nominations
- Oscar des meilleurs décors en 1973 pour Voyages avec ma tante (Travels with My Aunt) de George Cukor
- Prix Goya de la meilleure direction artistique
  - en 1999 pour El abuelo de José Luis Garci
  - en 2003 pour Historia de un beso de José Luis Garci
  - en 2008 pour Luz de domingo de José Luis Garci
  - en 2009 pour Sangre de mayo de José Luis Garci